# Verbascum reissekii
Verbascum reissekii är en flenörtsväxtart som beskrevs av Kern. och Adrien René Franchet. Verbascum reissekii ingår i släktet kungsljus, och familjen flenörtsväxter. Inga underarter finns listade i Catalogue of Life.